# Ennio Marchetto
Ennio Marchetto (* 20. Februar 1960 in Venedig, Italien) ist ein italienischer Comedian und Verwandlungskünstler. Sein Stil vereint Pantomime, Tanz, Musik und den rasanten Wechsel (Quick Change) seiner Kostüme, die ausschließlich aus Pappe und Papier bestehen.

## Leben
Marchetto wurde am 20. Februar 1960 in Venedig im Nachbarhaus von Carlo Goldoni geboren. Bereits in früher Kindheit entwarf er nach dem Vorbild von Disney-Cartoons Papierfiguren für seine kleine Schwester und Dekorationen für den Weihnachtsbaum der Familie. Der Karneval in Venedig, Theateraufführungen und Workshops von Lindsay Kemp und Tanzperformances von Pina Bausch brachten ihn dann später auf die Idee, eine eigene Show zu konzipieren.
Anfang der 1980er Jahre gestaltete Marchetto extravagante Kostüme und Masken für den Karneval in Venedig, der gerade eine Renaissance erfuhr. Damals war Marchetto in der Firma seines Vaters tätig, einer Reparaturwerkstatt für Espressomaschinen. Inspiriert durch einen Tagtraum, in dem er Marilyn Monroe ganz in Papier gekleidet vor sich sah, kreierte er zu dieser Zeit sein erstes Papierkostüm. 1988 erhielt er beim Entertainment-Festival Venedig für seine Kreationen den Goldenen Löwen.
In den Folgejahren schuf er weitere Papierfiguren. Mit nur wenigen Kostümen präsentierte Marchetto seine Show beim Zanzara d’Oro, dem „Goldenen Moskito“, einem jährlich stattfindenden Wettbewerb für junge Comedians. Marchetto wurde dort mit dem ersten Preis ausgezeichnet und trat bald auch im Fernsehen und in Kabarett-Veranstaltungen auf. Er entwickelte immer mehr Figuren und Personen und bald auch seine erste Theatershow, ein von Daniele Sala geschriebenes und inszeniertes Stück, das vom Leben des im frühen 20. Jahrhundert aktiven Verwandlungskünstlers Leopoldo Fregoli handelte. Marchetto sang, rezitierte und verwandelte sich hier in schneller Folge mithilfe seiner Papierkostüme. Nach vier Aufführungen beendete er die Show jedoch, da sie nicht seinen Vorstellungen entsprach.
Im Anschluss an die letzte Vorstellung traf er auf den Mode- und Kostümdesigner Sosthen Hennekam, mit dem er in der Folgezeit oft zusammenarbeiten sollte. Hennekam ersann zahlreiche Verbesserungen, zum Beispiel Origami-Techniken, mit denen es möglich war, die Kostüme noch schneller zu wechseln. Ihr erster gemeinsamer Auftritt auf der Festa dell’Unita in Bologna führte zu weiteren Fernsehauftritten und Gastspielangeboten in ganz Italien.
Ein Jahr später lud der Londoner Produzent Glynis Henderson Marchetto zum Edinburgh Festival Fringe ein. Marchetto nahm an und erweiterte seinen Katalog um 18 neue Pappkostüme, unter ihnen Königin Elisabeth II., Freddie Mercury, Tina Turner und die Venus von Milo. Die Show in Edinburg lief schleppend an, doch nach einer positiven Rezension von Malcolm Hay (Time Out) waren die restlichen Termine schnell ausverkauft. Nach mehreren Tourneen durch das Vereinigte Königreich, Gastspielen am Londoner West End und auf internationalen Festivals wurden Marchetto und Hennekam bei den Laurence Olivier Awards 1994 in der Kategorie Beste Unterhaltungskünstler nominiert. Im selben Jahr produzierte Granada Television Celebrations, Paper Marilyn, eine einstündige Dokumentation über Marchettos Leben und seine Karriere. Im Jahr darauf trat Marchetto bei den ersten MTV Europe Music Awards in Berlin auf. Weitere internationale Engagements folgten, darunter ein viermonatiges Gastspiel im Pariser Théâtre Grévin, eine Deutschland-Tournee mit Erasure und ein Auftritt in der Radio City Music Hall in New York City. 1995 erhielt Marchetto den Preis des Festivals Performance d’Acteur in Cannes und 1996 den Preis Sebastià Gasch in Barcelona.
Im Jahr 1998 wurde Marchetto zur alljährlich von der BBC übertragenen Royal Variety Performance eingeladen. Außerdem wurde er anlässlich des Geburtstags von Königin Beatrix der Niederlande mit einer Show für die niederländische Königsfamilie beauftragt.
Mit seiner Off-Broadway-Show wurde Marchetto 1999 für einen Drama Desk Award nominiert, worauf Gastspiele in San Francisco und Los Angeles folgten. In Los Angeles erhielt er den Garland Award.
Im Sommer 2001 lud Elton John Marchetto zu seiner AIDS-Gala White Tie and Tiara Ball ein. Im darauffolgenden Jahr nahm er an einer Performance von John und José Carreras auf dem Kreuzfahrtschiff Seven Seas Mariner teil. Er tourte auch in Italien und gastierte sechs Wochen lang im Capitol-Theater in Bologna. 2003 kehrte Marchetto nach Großbritannien und Irland zurück. Auftritte in der Live Floor Show von BBC Two und der italienischen Fernsehshow Uno di Noi mit Gianni Morandi auf Rai Uno folgten. Nach zweimonatigen Gastspielen in Berlin und Hamburg kehrte Marchetto noch einmal nach Los Angeles zurück. Zudem wurde mit seiner Show das Napa Opera House in Kalifornien wiedereröffnet. Weitere Gastspiele in Deutschland und Edinburgh folgten im Jahr 2004 nach der Premiere von Marchettos neuer Show in Amsterdam. Außerdem trat er in Palm Beach (Florida), auf dem von Morrissey ins Leben gerufenen Meltdown Festival im Londoner South Bank Centre sowie erneut in der Royal Variety Performance auf.
Zu Beginn des Jahres 2005 trat Marchetto bei den Feierlichkeiten zum 200. Geburtstag Hans Christian Andersens im Kopenhagener Parken-Stadion auf. Im selben Jahr feierte er im Pariser Auditorium von Saint-Germain seine Premiere mit vielen neuen französischen Figuren, im Winter spielte er dann in La Cigale. Außerdem war er in der Fernsehsendung von Patrick Sébastien und in der Show Star Académie zu sehen. Marchettos Show war in jenem Jahr auch wieder in den USA zu Gast: in Los Angeles, Napa Valley und Austin (Texas), außerdem trat er auf Theaterbühnen in Hongkong, Singapur, Mannheim, Düsseldorf und Berlin auf.
Anfang 2006 setzte Marchetto seine Show in Berlin fort und startete zu einer Tournee nach Italien. Dort gastierte er drei Wochen in Rom und kehrte auch in seine Heimatstadt Venedig zurück, um dort eine Woche lang eine Karnevalsshow im Goldoni-Theater aufzuführen. Im selben Jahr trat er im Berkeley Repertory Theater, in Rom sowie erneut im Londoner South Bank Centre auf. 2007 war er in Italien, Berlin, den Niederlanden, Neuseeland, Südafrika, Dubai und den USA zu sehen. Außerdem war er regelmäßig zu Gast in der Sendung Markette des italienischen Fernsehsenders La7. 2008 war er als John Travolta aus Papier in einem Musikvideo des US-amerikanischen DJ-Duos Blow-Up zu sehen, das in Istanbul unter der Regie von Sosthen Hennekam aufgenommen wurde. Im Januar 2009 war Marchetto in der RTL-Show World of Comedy zu sehen, im Oktober 2011 folgte ein Auftritt in der Jürgen-Hart-Satire-Matinee zum Abschluss der Leipziger Lachmesse.
2015 trat Marchetto beim Internationalen Wandertheaterfestival im sächsischen Radebeul auf, wo er durch das Publikum zum Preisträger gekürt wurde.

## Auszeichnungen
- Leone d’Oro (Entertainment-Festival Venedig)
- Garland Award (Best Stage Costumes)
- Sebastià Gasch
- Performance d’Acteur (Cannes)
- Zanzara d’Oro (miglior comico nuovo)
- Arosa Schneestern, Publikumspreis des Arosa Humor-Festivals (2007)
- Preis des XX. Internationalen Wandertheaterfestivals in Radebeul (2015)

### Nominierungen
- Laurence Olivier Award (Best Entertainment)
- Drama Desk Award (Unique Theatrical Experience)
- IRNE (Best Solo Performance, Boston 2008)